# Вільям Харрісон Рікер
Вільям Гаррісон Рікер (англ. William Harrison Riker; 22 вересня 1920 — 26 червня 1993) — американський політолог, який застосував теорію і математику до політології.

## Рання життя
Вільям Гаррісон Рікер народився 22 вересня 1920 року в Де-Мойн, штат Айова. Він отримав ступінь бакалавра економіки в Університеті Депоуу в Індіані в 1942 році і отримав ступінь доктора філософії в Гарвардському університеті в 1948 році. Будучи студентом ДеПауу, він був ініційований в Братство Дельта Каппа Епсилон.

## Кар'єра
Рікер взяв на себе обов'язки професора в Університеті Лоуренса в Епплтоні, штат Вісконсін (потім Лоуренс коледж), де опублікував «Теорію політичних коаліцій» (1962). У 1962 році він став кафедрою політології в університеті Рочестера, де він залишався головою до 1977 року і залишався активним до своєї смерті.
Рікер заснував нині основне поле позитивної політичної теорії, в якій введено теорію ігор та аксіоматичний метод теорії соціального вибору до політології. У своїх мемуарах Брюс Буено де Мескіта та Кеннет Шепсле пишуть, що «ці виявилися вирішальними для прогностичних тестів для політичної теорії».
Серед інших вказівок Рікер відомий своїми роботами з теорії та історії федералізму та про те, що він називав «гестетикою» — мистецтвом змінювати політичні наслідки, не змінюючи основних уподобань народів, маніпулюючи процесом прийняття рішень, наприклад, змінюючи порядок прийняття рішень. У своїй книзі «Лібералізм проти народництва» він стверджував, що нестабільність правління більшості, продемонстрована в теоремі неможливості Арро та теорема про хаос МакКельві-Шофілда, означала, що «популістські» інтерпретації демократії як реалізації колективної волі народу були неприйнятними. Натомість демократичні лідери мали на меті побудувати неоднорідні коаліції; частина успішного будівництва коаліції могла б призвести до вирівнювання виборів, в яких блоки виборців швидко змінили свою вірність.
Що стосується політичної коаліції на користь меншин, то Рікер стверджував, що чим більше коаліція, тим коротше вона живе. [4]
Премія Вільяма Г. Рікера за досконалість у вищій школі в університеті Рочестера нагороджується щорічно на його честь. Секція політичної економії Американської політологічної асоціації також нагороджує щорічну книжкову премію.

## Публікації
1. Рікер, Вільям Г. Солдати держав: роль національної гвардії в американській демократії. Вашингтон, D.C .: Public Affairs Press, 1957.
2. "Парадокс голосування та правила Конгресу для голосування на. Поправки. "Американський політологічний огляд. 52, 1958: 349—366.
3. Теорія політичних коаліцій. New Haven: Yale University Press, 1962.
4. «Федералізм: походження, операція, значимість». Бостон: Маленький, Браун, 1964.
5. «На шляху до позитивної політичної теорії», Клифф Енглвуд, штат Нью-Джерсі: Прінтіс Голл, 1973.
6. «Наслідки нерівноважної більшості правил для вивчення інститутів», American Political Science Review, 74, 1980: 432-46. JSTOR 1960638
7. Лібералізм проти народництва. Сан-Франциско: W. H. Freeman, 1982.
8. «Гезетіка конституції: президентство в 1787 р. З коментарями про детермінізм і раціональний вибір». Американський політологічний огляд, 78, 1984: 1-16.
9. Мистецтво політичної маніпуляції. New Haven: Yale University Press, 1986.
10. Стратегія риторики. New Haven: Yale University Press, 1996.